# ماریپورا
ماریپورا (به پرتغالی: Mairiporã) یک منطقهٔ مسکونی در برزیل است که در ایالت سائو پائولو واقع شده‌است. ماریپورا ۳۲۱ کیلومتر مربع مساحت و ۹۲٬۳۲۳ نفر جمعیت دارد.